# Adam Myjak
Adam Myjak (ur. 3 stycznia 1947 w Starym Sączu, zm. 5 kwietnia 2025) – polski rzeźbiarz i pedagog, profesor i rektor Akademii Sztuk Pięknych w Warszawie.

## Życiorys
Dzieciństwo spędził w Częstochowie, gdzie rozpoczął edukację szkolną. W 1958 rodzice wraz z piątką dzieci przenieśli się do Sandomierza. Tam ukończył szkołę podstawową, a następnie w 1965 I Liceum Ogólnokształcące – Collegium Gostomianum. Zgodnie z zainteresowaniami plastycznymi rozpoczął w tym samym roku studia na Wydziale Rzeźby Akademii Sztuk Pięknych w Warszawie, pod kierunkiem Stanisława Słoniny, Stanisława Kulona i Mariana Wnuka. Studia ukończył z wyróżnieniem w 1971. Po obronie pracy dyplomowej u Jana Bohdana Chmielewskiego związał się na stałe z macierzystą uczelnią. W latach 1979–1981 przebywał na stypendium twórczym w Duisburgu w RFN, gdzie na tamtejszym Uniwersytecie na Wydziale Sztuk Pięknych wykładał rzeźbę.
W ASP przeszedł wszystkie szczeble kariery akademickiej, od asystenta do profesora zwyczajnego. Był wielokrotnie wybierany na rektora tej uczelni (1990–1996, 1999–2006, 2012–2020). Prowadził też na ASP własną pracownię rzeźby.
W 2009 został członkiem czynnym Polskiej Akademii Umiejętności.
Był redaktorem graficznym pisma „Orientacja” oraz miesięcznika literackiego młodych „Nowy Wyraz”, był związany nie tylko formalnie z poetyckim pokoleniem 68 roku. Był stypendystą Ministerstwa Kultury i Sztuki w 1971 i 1974. Został wyróżniony Nagrodą II stopnia Prezesa Rady Ministrów w 1979.
Został pochowany 16 kwietnia 2025 roku na Cmentarzu Wojskowym na Powązkach w Warszawie.

## Nagrody i odznaczenia
Pierwsze sukcesy artystyczne zaczął odnosić już w czasach studenckich: zdobył I nagrodę za „Najlepszą pracę roku 1967 studentów Warszawy” – rzeźba; w 1968 dwie II nagrody – za rzeźbę i III nagrodę oraz wyróżnienie za rysunek w ogólnopolskim konkursie o tematyce wojskowej; w 1970 – uhonorowany został III nagrodą w ogólnopolskim konkursie na dzieło plastyczne o tematyce kopernikowskiej; w 1971 – II nagrodą w ogólnopolskim konkursie „Człowiek, praca, środowisko”, II nagrodą za rzeźbę „Stary aktor”; 1972 zdobył I i II nagrodę w konkursie na medal kopernikowski, I nagrodę i wyróżnienie w ogólnopolskim konkursie medalierskim z okazji XXX- lecia LWP; brązowy medal na III Festiwalu Sztuk Pięknych; w 1973 przyznano mu srebrny medal na IV Festiwalu Sztuk Pięknych; w 1979 – nagrodę Hiszpańskiej Federacji Żeglarskiej za rzeźbę „Żagiel” na VII Międzynarodowym Biennale „Sport w sztukach pięknych” w Barcelonie; w 1983 roku uzyskał wyróżnienie w ogólnopolskim konkursie na pomnik powstania warszawskiego; w 1987 – nagrodę honorową X Międzynarodowej Sztuki Krajów Nadbałtyckich (Rostock); w 1990 otrzymał Nagrodę Projektu za ubiegły rok. Laureat Nagrody im. Witolda Hulewicza. W 1997 został odznaczony Krzyżem Oficerskim Orderu Odrodzenia Polski (1997). W 2005 został odznaczony przez ministra kultury Waldemara Dąbrowskiego Złotym Medalem „Zasłużony Kulturze Gloria Artis”. W 2020 otrzymał Nagrodę Ministra Kultury i Dziedzictwa Narodowego za osiągnięcia organizacyjne.

## Twórczość

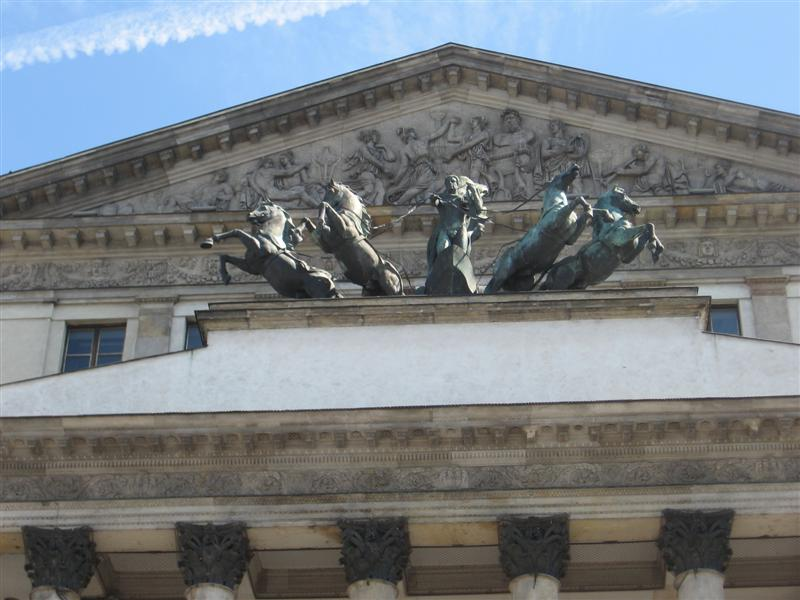
Kompozycja rzeźbiarska Kwadryga Appolina odsłonięta w 2002 na gmachu Teatru Wielkiego w Warszawie

Był autorem 50 wystaw indywidualnych krajowych i zagranicznych, m.in. w 1981 roku w Muzeum im. W. Lehmbrucka w Duisburgu, 1989 w Muzeum Bochum, w 1991 w Instytucie Kultury Polskiej w Pradze, w 1993 w Zachęcie w Warszawie, w Centrum Rzeźby Polskiej w Orońsku, w 1994 w Muzeum Rzeźby w Białymstoku, w 1999 w Galerii Studio w Warszawie. Brał udział w wystawach zbiorowych sztuki polskiej w kraju i za granicą.
Był także autorem realizacji:
- pomnikowych – 1970 rok: pomnik konia-krwiodawcy (według projektu M. Wnuka; wspólnie z Januszem Pastwą w Dralewie)[3], 1983 rok: pomnik katyński dla tzw. Dolinki Katyńskiej na warszawskich Powązkach Wojskowych (zrealizowany, ale ze względów politycznych nie ustawiony[3], obecnie przed konkatedrą Matki Bożej Zwycięskiej na Kamionku), 1984 rok: pomnik Tadeusza Kościuszki w Połańcu, pomnik Kardynała Stefana Wyszyńskiego w Zalesiu koło Warszawy, pomnik Homo Homini w Kielcach, dwa popiersia Tadeusza Mazowieckiego w Warszawie[13]
- plenerowych – Orońsko, Wuppertal, Minheim nad Rurą[wymaga weryfikacji?], Duisburg, Düsseldorf;
- medalierskich – Jana Pawła II, LOT-u (Paderewskiego, Słowackiego, Kusocińskiego, Moniuszki, Pendereckiego), Mikołaja Kopernika;
- wnętrz – kościół św. Krzyża w Warszawie – płaskorzeźba Matka Boska Katyńska, nowy gmach Biblioteki Uniwersytetu Warszawskiego (rzeźba pełna) – 1999 rok;
- scenograficznych, m.in. scenografia do spektaklu „Prometeusz” w Teatrze Współczesnym we Wrocławiu oraz prace w zbiorach: Muzeum Narodowego w Warszawie, Krakowie, Poznaniu, Wrocławiu, Szczecinie, Muzeum Śląskim w Katowicach, Muzeum w Bochum, Muzeum Lehmburcka w Duisburgu, galerii BWA, zbiorach prywatnych krajowych i zagranicznych.